# Ipatinga
Ipatinga, amtlich portugiesisch Município de Ipatinga, ist eine Gemeinde im brasilianischen Bundesstaat Minas Gerais. Sie liegt am Rio Doce, etwa 950 km entfernt von der Hauptstadt Brasília. Im Juli 2021 lebten in Ipatinga geschätzt 267.333 Menschen auf rund 165 km², in der Metropolregion Vale do Aço lebt fast eine halbe Million. Die Stadt lebt vor allem von der Stahlindustrie: Mit Usiminas und Acesita befinden sich in und um Ipatinga zwei bedeutende Unternehmen der Stahlherstellung.

## Geschichte
Für die Herkunft des Namens Ipatinga gibt es mehrere Theorien. Er könnte aus der Tupi-Sprache stammen und Siedlung am klaren Wasser bedeuten. Die verbreitetere Theorie ist, dass der Name während des Eisenbahnbaus entstand und eine Zusammenziehung der Namen der beiden Nachbarorte Ipanema und Caratinga ist.

### Kolonisierung der Region
Im 16. und 17. Jahrhundert wurde die Region von Abenteurern durchstreift, die Gold und andere Edelmetalle suchten. Als im Zentrum von Minas Gerais Gold gefunden wurde, entstanden dort in kurzer Zeit Dörfer und kleine Städte, obwohl die Region bis dahin nur von Botokuden-Indianern bewohnt war. Kurz danach verbot die portugiesische Krone die Besiedelung des Tales des Rio Doce, um zu vermeiden, dass Edelmetalle geschmuggelt würden. In der zweiten Hälfte des 18. Jahrhunderts ordnete Antônio Noronha den Bau einer Straße in den Osten des Staates an, mit der Begründung, dass in dieser Region ebenfalls Gold gebe. Die Straße wurde kurz danach fertiggestellt.
Die ersten Siedler, die die Region des heutigen Ipatinga und des Vale do Aço kolonisierten, kamen im Jahre 1752 aus Sant'ana do Alfié über die Serra da Vista Alegre. Nachdem sie den Fluss Rio Piracicaba überschritten hatten, gründeten sie auf der linken Seite dieses Flusses einen Hof, der heute als Sítio Velho bekannt ist und sich in Nachbarschaft der heutigen Usiminas-Werke befindet. Nachdem der Besitzer des Gutes durch einen seiner eigenen Sklaven ermordet worden war, wurde der Hof aufgegeben.
Zu Beginn des 20. Jahrhunderts wurde in der Region des heutigen Ipatinga Ackerbau in Subsistenzwirtschaft und Viehzucht betrieben. Im Jahre 1901 wurde der Ingenieur Pedro Nolasco unter Vertrag genommen, die Trasse für die Eisenbahn Estrada de Ferro Vitória a Minas, die von der Hafenstadt Vitória nach Diamantina führen sollte, entlang des Flusses Rio Doce zu planen. Sieben Jahre später bestätigte eine Studie den hohen Eisengehalt des Gesteins von Itabira. Das Interesse der Engländer an dieser Lagerstätte führte dazu, dass die ursprüngliche Trasse der Eisenbahn geändert wurde, um die abgebauten Erze leichter nach Vitória transportieren zu können und von dort nach Europa zu verschiffen.
Mit dem Bau der Eisenbahn kamen die ersten Bewohner der damals sehr primitiven Stadt Ipatinga und der ganzen Region des Vale do Aço. Entlang der Eisenbahnstrecke siedelten sich neben Arbeitern auch andere Leute an, die aus verschiedenen Regionen von Minas Gerais und ganz Brasilien kamen, um ihr Glück in der neu erschlossenen Region zu versuchen. Am 22. August 1922 wurde die erste Bahnstation der Stadt, die Estação Pedra Mole, eingeweiht. Unter den ersten Bewohnern war auch José Fabrício Gomes, ein Forstunternehmer, der sich eines großen Landstückes auf dem Gebiet des heutigen Ipatinga bemächtigte, um Holz zu gewinnen. Diese Landstücke wurden später an José Cândido de Meira weitergegeben, der die Holzgewinnung noch ausbaute. Noch später wurde das Gebiet in eine Fazenda umgewandelt, auf deren fruchtbaren Böden auch Ackerbau betrieben wurde, was weitere Siedler zur Arbeit auf dem Gut anzog. In den 1930er Jahren wurde der Verlauf der Eisenbahnstrecke erneut geändert. Es kam zum Bau des Bahnhofes Estação de Ipatinga (die heutige Estação Memória), der die Station Pedra Mole ersetzte. Letztere stürzte aufgrund der Instabilität des Untergrundes ein. Ihre Ruinen befinden sich noch heute am Ufer des Rio Piracicaba, am Zusammenfluss mit dem Rio Doce, im Stadtviertel Castelo. Es ist nicht mehr als eine Wand, die Fundamente und ein aufgegebener Brunnen übrig. Das Wachstum der städtischen Ansiedelung verlagerte sich in der Folge in die Region um den neuen Bahnhof.

### Wirtschaftliches Wachstum und Stahlindustrie
Die Tradition der Stahlindustrie in Ipatinga begann am 31. Oktober 1944, als mit Acesita das erste Stahlwerk in Betrieb genommen wurde, wobei sich das Werk auf einem Gebiet befindet, das früher zu Coronel Fabriciano, heute jedoch zu Timóteo gehört. Zur gleichen Zeit wurde Ipatinga zu einem Distrikt der Stadt Coronel Fabriciano erhoben. Am 27. Dezember 1948, nach langer Behandlung im Parlament des Bundesstaates Minas Gerais, unterschrieb der Gouverneur Milton Campos das Gesetz Nr. 336, mit welchem die Gemeinde Coronel Fabriciano durch Abspaltung von Antônio Dias gegründet wurde, womit Ipatinga gleichzeitig zu einem Distrikt der neuen Gemeinde wurde.
Im Jahre 1956 wurde Ipatinga durch eine japanische Delegation für den Bau eines weiteren Stahlwerkes gewählt. Es kam zur Gründung von Usiminas, einem Joint Venture zwischen dem brasilianischen Staat und japanischen Investoren, am 24. April 1956. Zu den Gründen für diese Wahl gehörten die passende Topographie, die kleinen Entfernungen zu den Abbaugebieten von Rohmaterial, das Vorhandensein von genügend Wasser und elektrischer Energie, die Eisenbahnstrecke und die Nähe zu anderen Betrieben der Stahlindustrie. Der Bau eines neuen Stahlwerkes führte dazu, dass zahlreiche Menschen nach Ipatinga zogen, um hier Arbeit zu finden. Die Arbeiter des neuen Werkes wurden in improvisierten Camps untergebracht, die in ganz Ipatinga verteilt waren, zahlreiche weitere Abenteurer bauten ihre Hütten gar auf den öffentlichen Straßen und Plätzen. Dies machte die Notwendigkeit einer Stadtplanung deutlich. Am 26. Oktober 1962 wurde in Anwesenheit von Staatspräsident João Goulart der erste Hochofen angefahren und Usiminas nahm den Betrieb auf.

### Erlangung der Selbstverwaltung
Das schnelle Wachstum der Region und die Interessenskonflikte innerhalb der Bevölkerung erreichten mit dem Massaker von Ipatinga ihren Höhepunkt. Die Auseinandersetzungen entzündeten sich an den Arbeits- und Lebensbedingungen in der Stadt. Am 7. Oktober 1963 starben bei einem Streik mehr als 30 Personen, 3000 weitere wurden verletzt.
Das schnelle Wachstum machte deutlich, wie wichtig die administrative Selbstverwaltung für Ipatinga wurde. Die Stadt war den Interessen des Verwaltungssitzes, der damals im heutigen Coronel Fabriciano war, untergeordnet und die Bewohner von Ipatinga beschuldigten die Politiker aus Coronel Fabriciano der Vernachlässigung des Distriktes. Als am 30. Dezember 1962 mit dem Staatsgesetz von Minas Gerais Nr. 2764 eine Verwaltungsreform beschlossen wurde, die die Schaffung von 237 neuen Gemeinden, darunter Ipatinga, vorsah, wurde die Gründung von Ipatinga und Timóteo durch den Gouverneur José de Magalhães Pinto mit einem Veto verhindert. Gegenüber der Kommission zur Erlangung der Selbstverwaltung der Gemeinden des Vale do Aço begründete er diese Entscheidung damit, dass er die politische, administrative, wirtschaftliche und finanzielle Einheit der Stahlregion des Vale do Aço aufrechterhalten wollte.
Die Selbstverwaltung wurde dann erst am 29. April 1964 erreicht, als Gouverneur Magalhães Pinto per Dekret die Gemeinden Ipatinga und Timóteo gründete. Ab diesem Zeitpunkt gehörte auch der Distrikt Barra Alegre offiziell zu Ipatinga. Im selben Jahr wurde Délio Baeta Costa als Verwalter der neuen Gemeinde gewählt, und ein Jahr später wurde Fernando Santos Coura der erste Bürgermeister (prefeito) von Ipatinga. Am 8. Dezember 1975 wurde der Gerichtsbezirk Comarca de Ipatinga gegründet und im Juli 1977 mit Zuständigkeit für Ipaba, Ipatinga und Santana do Paraíso installiert.

### 1970er Jahre bis heute

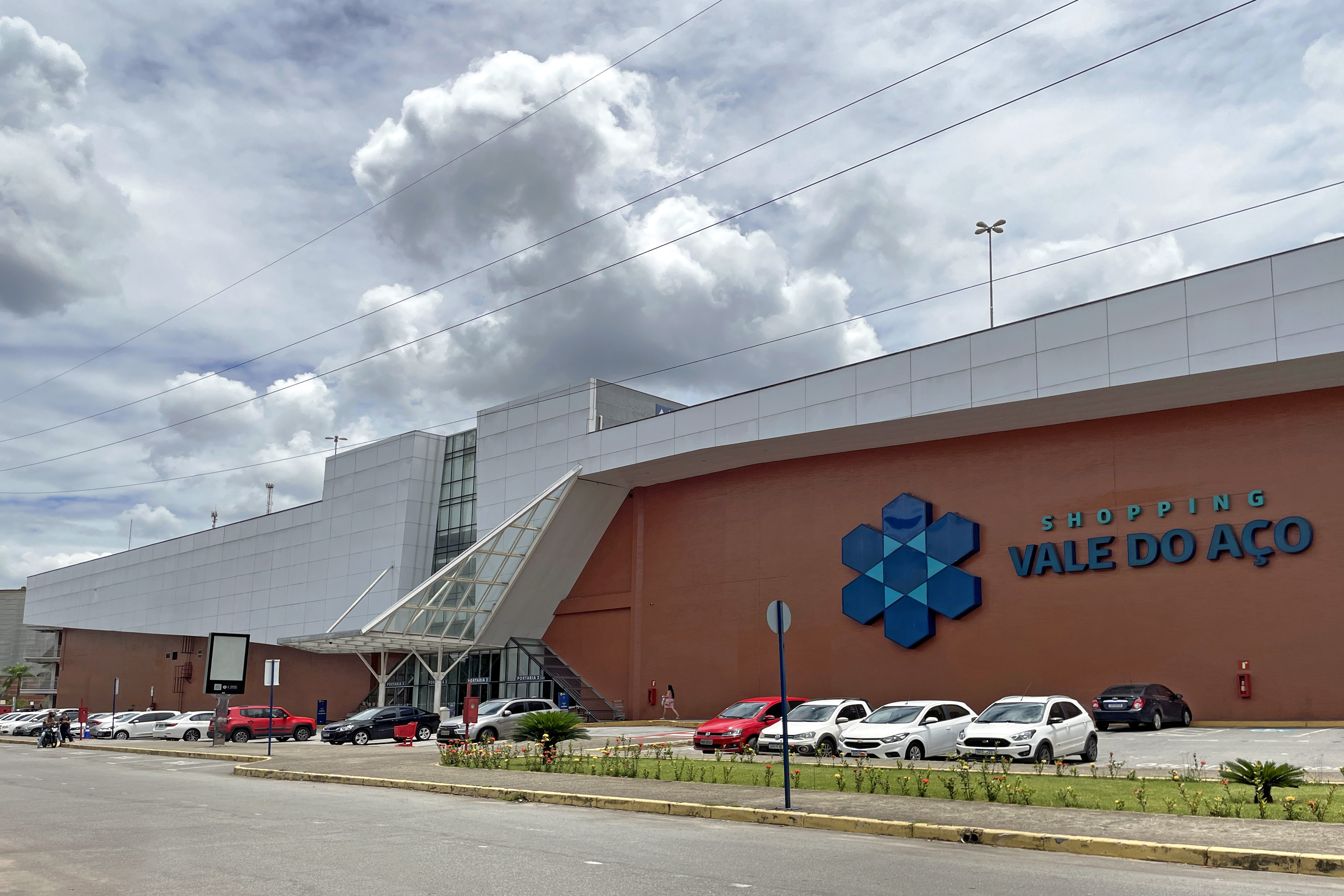
Shopping Vale do Aço (1998)

Ab den 1970er Jahren begannen die Umweltfolgen des schnellen Wachstums sichtbar zu werden. Im Februar 1979 kam es zu den bislang schlimmsten Überschwemmungen in der Region. Intensive Regenfälle führten dazu, dass der Rio Doce und seine Nebenflüsse über die Ufer traten und neben Ipatinga auch zahlreiche weitere Städte an ihrem Flusslauf überfluteten. Allein in Ipatinga kamen 42 Menschen ums Leben und etwa 10.000 verloren ihr Obdach. Die meisten Todesopfer waren bei einem Bergrutsch in der Nähe der Iapi-Höhle im Viertel Esperança zu beklagen.
Im gleichen Zeitraum verlagerte sich das Wirtschaftswachstum von der Stahlindustrie in den Dienstleistungssektor. So wurde 1982 der Kart Clube Ipatinga gegründet, 1983 wurde das Kartódromo Emerson Fittipaldi eingeweiht. Im Jahre 1990 bekam Ipatinga seine eigene Mülldeponie. Im Jahre 1998 wurde der Ipatinga Futebol Clube gegründet und im selben Jahr öffnete das Einkaufszentrum Shopping do Vale do Aço seine Pforten und das in den gleichen Komplex integrierte Veranstaltungszentrum Centro Cultural Usiminas nahm seinen Betrieb auf.
Seit dem 12. Januar 2006 gehören Ipatinga, Coronel Fabriciano, Santana do Paraíso, Timóteo sowie weitere 22 Gemeinden zur Região Metropolitana do Vale do Aço.

## Geographie

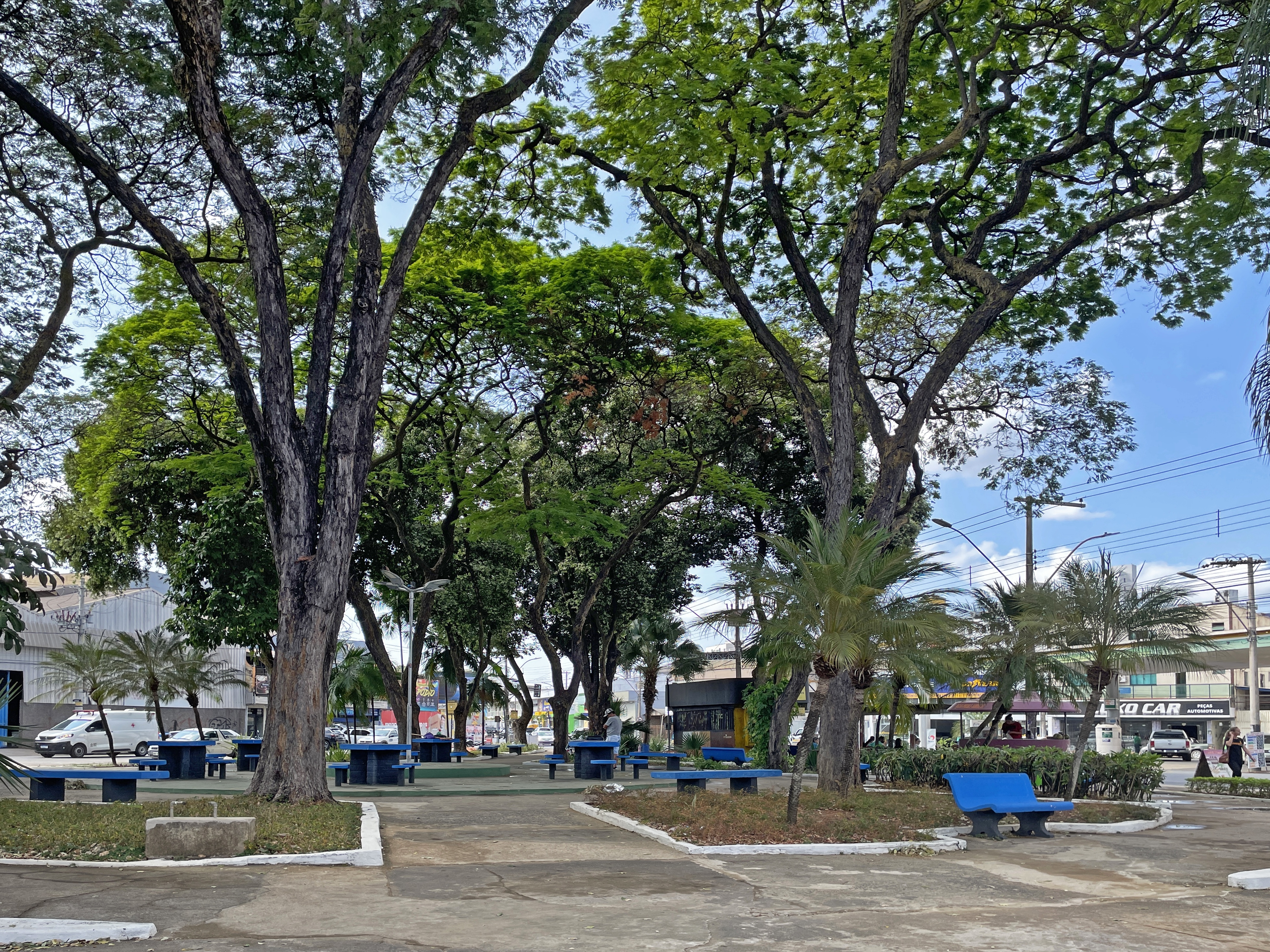
Praça das Tribos

Die Gemeinde umfasst ein Territorium von 165,5 km², das sich im Osten des Bundesstaates Minas Gerais, etwa 217 km östlich von Belo Horizonte befindet. Der niedrigste Punkt des Gemeindegebietes befindet sich an der Mündung des Rio Piracicaba in den Rio Doce auf einer Höhe von 235 m. In der Serra dos Cocais, an der Grenze zur Nachbarstadt Coronel Fabriciano, befindet sich mit 1163 m über dem Meeresspiegel der höchste Punkt.
Der größte Teil des Gemeindegebietes ist eben oder hügelig: Etwa 55 % des Territoriums werden als eben eingestuft, etwa 30 % als hügelig. Bergig sind nur die restlichen 15 %, wobei der bergige Teil Ipatingas zum Gebirgszug Serra dos Cocais gehört.
Die Nachbargemeinden sind Coronel Fabriciano im Westen, Mesquita und Santana do Paraíso im Norden, Caratinga im Osten sowie Timóteo im Süden. Ipatinga gehört zur 1998 gegründeten Metropolregion Região Metropolitana do Vale do Aço.

### Gewässer

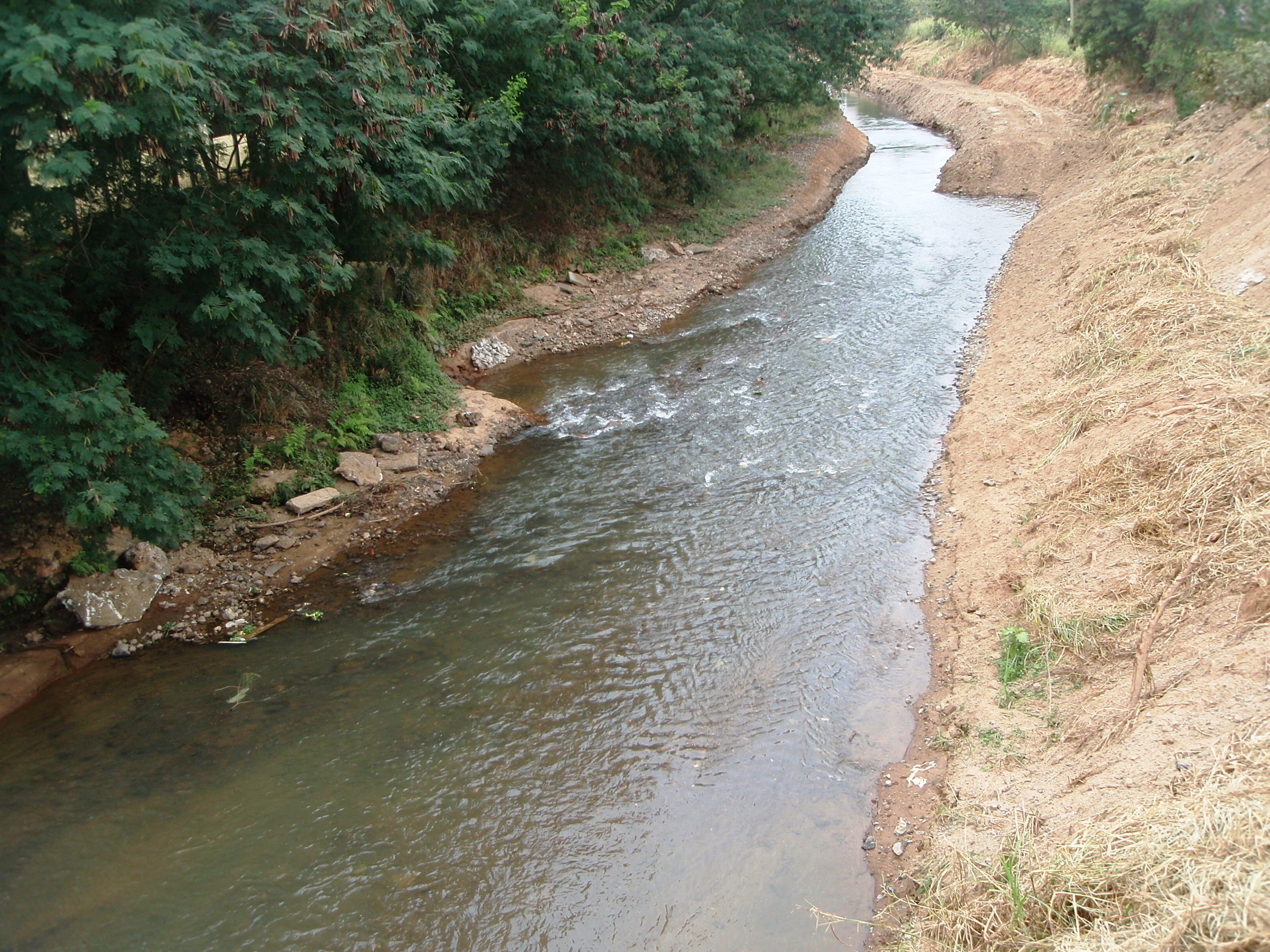
Der Ribeirão Ipanema

Die Stadt befindet sich an der Mündung des Rio Piracicaba in den Rio Doce. Daneben wird die Stadt durch den Ribeirão Ipanema durchflossen, der auf dem Gemeindegebiet in der Serra dos Cocais entspringt und in den Rio Piracicaba mündet. Die Gewässer der Stadt leiden unter großer Verschmutzung, vor allem durch Müll und die Einleitung ungeklärter Abwässer aus den Haushalten, Schlachthöfen und der Industrie, Erosion seiner Ufergebiete und Verlust seiner Biodiversität. Die Regierung hat Anstrengungen unternommen, um die Erosionsprobleme durch Bepflanzung der Ufer entlang des Flusses zu verringern.

### Klima
Ipatinga hat ein tropisches Klima (Aw nach Köppen), das in den höher gelegenen Regionen Zeichen eines tropischen Höhenklimas besitzt. Die Winter sind relativ trocken und kühl mit einer Durchschnittstemperatur von 11,5 °C. Der kälteste Monat ist der Juli. Der Sommer ist regenreich und warm, er erreicht seinen Höhepunkt in den Monaten Februar und März mit einer Durchschnittstemperatur von 29,2 °C.
Der durchschnittliche Niederschlag liegt bei 1260 mm. Der Juli ist der trockenste Monat mit nur 11,4 mm, wohingegen der Dezember mit 257,1 mm die meisten Niederschläge mit sich bringt. Die relative Luftfeuchtigkeit bewegt sich zwischen 78 % im Winter und 84 % im Sommer. In den letzten Jahren hat die Anzahl der heißen und trockenen Tage im Winter zugenommen, wobei die Temperatur nicht selten 30 °C überschreitet, vor allem in den Monaten Juli bis September. Längere Trockenperioden, die auch während der normalerweise feuchten Sommer auftreten können, verursachen häufige Waldbrände in den die Stadt umgebenden Hügeln. So fiel im August 2004 überhaupt kein Niederschlag.
Gemäß dem Instituto Nacional de Meteorologia (zwischen 1961–1962, 1979–1983, 1985–1988, 1990, 1992–2001 und 2003–2005) liegt die niedrigste in Ipatinga gemessene Temperatur bei 7,6 °C, der Messwert stammt vom 1. Juni 1979. Die Maximaltemperatur lag bei 38,9 °C am 29. November 1993. Die größten Niederschläge innerhalb von 24 Stunden fielen am 20. November 1998 mit 181,3 mm. Gewitter mit Hagel sind relativ selten, einer der bisher schlimmsten Hagel richtete am 4. September 2006 bedeutende Schäden an. Schnee fällt gelegentlich in den Wintermonaten.
|                        | Jan   | Feb  | Mär   | Apr  | Mai  | Jun  | Jul  | Aug  | Sep  | Okt   | Nov   | Dez   |   |         |
| Mittl. Temperatur (°C) | 23,6  | 23,9 | 23,9  | 22,1 | 20,2 | 18,7 | 18,1 | 18,8 | 20,6 | 22,2  | 22,9  | 23,2  | ⌀ | 21,5    |
| Mittl. Tagesmax. (°C)  | 29,0  | 29,2 | 29,2  | 27,6 | 26,1 | 25,1 | 24,8 | 26   | 26,7 | 27,4  | 27,8  | 28    | ⌀ | 27,2    |
| Mittl. Tagesmin. (°C)  | 18,3  | 18,5 | 18,5  | 16,7 | 14,3 | 12,4 | 11,5 | 12,5 | 14,5 | 16,9  | 18    | 18,3  | ⌀ | 15,9    |
|                        |       |      |       |      |      |      |      |      |      |       |       |       |   |         |
| Niederschlag (mm)      | 200,5 | 130  | 152,2 | 81,5 | 29,8 | 14   | 11,4 | 17   | 47   | 112,8 | 201,3 | 257,1 | Σ | 1.254,6 |

| 18,3 |

| 18,5 |

| 18,5 |

| 16,7 |

| 14,3 |

| 12,4 |

| 11,5 |

| 12,5 |

| 14,5 |

| 16,9 |

| 18 |

| 18,3 |

| 18,3 |

| 18,5 |

| 18,5 |

| 16,7 |

| 14,3 |

| 12,4 |

| 11,5 |

| 12,5 |

| 14,5 |

| 16,9 |

| 18 |

| 18,3 |

| N i e d e r s c h l a g | 200,5 | 130 | 152,2 | 81,5 | 29,8 | 14  | 11,4 | 17  | 47  | 112,8 | 201,3 | 257,1 |
|                         | Jan   | Feb | Mär   | Apr  | Mai  | Jun | Jul  | Aug | Sep | Okt   | Nov   | Dez   |

## Bevölkerung
Die Bevölkerung Ipatingas wächst schnell. Der Zensus des Jahres 2000 hatte noch eine Gesamtbevölkerung von 212.496 ergeben, im Jahr 2010 ergab die Zählung bereits 239.177 Menschen. Davon leben 99,25 % im städtischen Raum und nur 0,75 % auf dem Land. Die Bevölkerung ist relativ jung; 2005 machten die Bewohner zwischen 15 und 19 Jahren 11,9 % der Gesamtbevölkerung aus.
Ipatinga ist heute die zehntgrößte Stadt des Bundesstaates Minas Gerais. Die Bevölkerungsdichte wird mit 1445 Menschen pro Quadratkilometer angegeben. Für 2000 wurde ein Index der menschlichen Entwicklung von 0,806 errechnet, womit die Stadt etwa auf dem gleichen Niveau wie der Libanon, Armenien und die Volksrepublik China steht.
Bevölkerungsentwicklung der Gemeinde Ipatinga
Ipatinga hat sich auf einer sozialen Basis entwickelt, die durch die römisch-katholische Kirche geprägt ist. Trotzdem sind heute zahlreiche evangelische Kirchen in der Stadt präsent. Die Volkszählung aus dem Jahr 2000 hat ergeben, dass 53,76 % der Bewohner sich zur katholischen Kirche bekennen. 32,82 % bezeichnen sich als evangelisch und 10,59 % als religionslos. Zahlreiche protestantische Kirchen wie die presbyterianische Kirche, die Baptisten, die Siebenten-Tags-Adventisten oder charismatische Bewegungen wie die Igreja Universal do Reino de Deus, die Assembleia de Deus oder die Igreja Cristã Maranata sind in Ipatinga anzutreffen.

## Wirtschaft
Ipatinga ist die wichtigste Stadt im Vale do Aço (Tal des Stahls) und Hauptstandort von Usiminas, eines der größten Stahlproduzenten Südamerikas. Usiminas betreibt in Ipatinga auch ein Forschungslabor und hat zwischen 1992 und 2008 am zweitmeisten Patente in Brasilien eingereicht.

## Politik

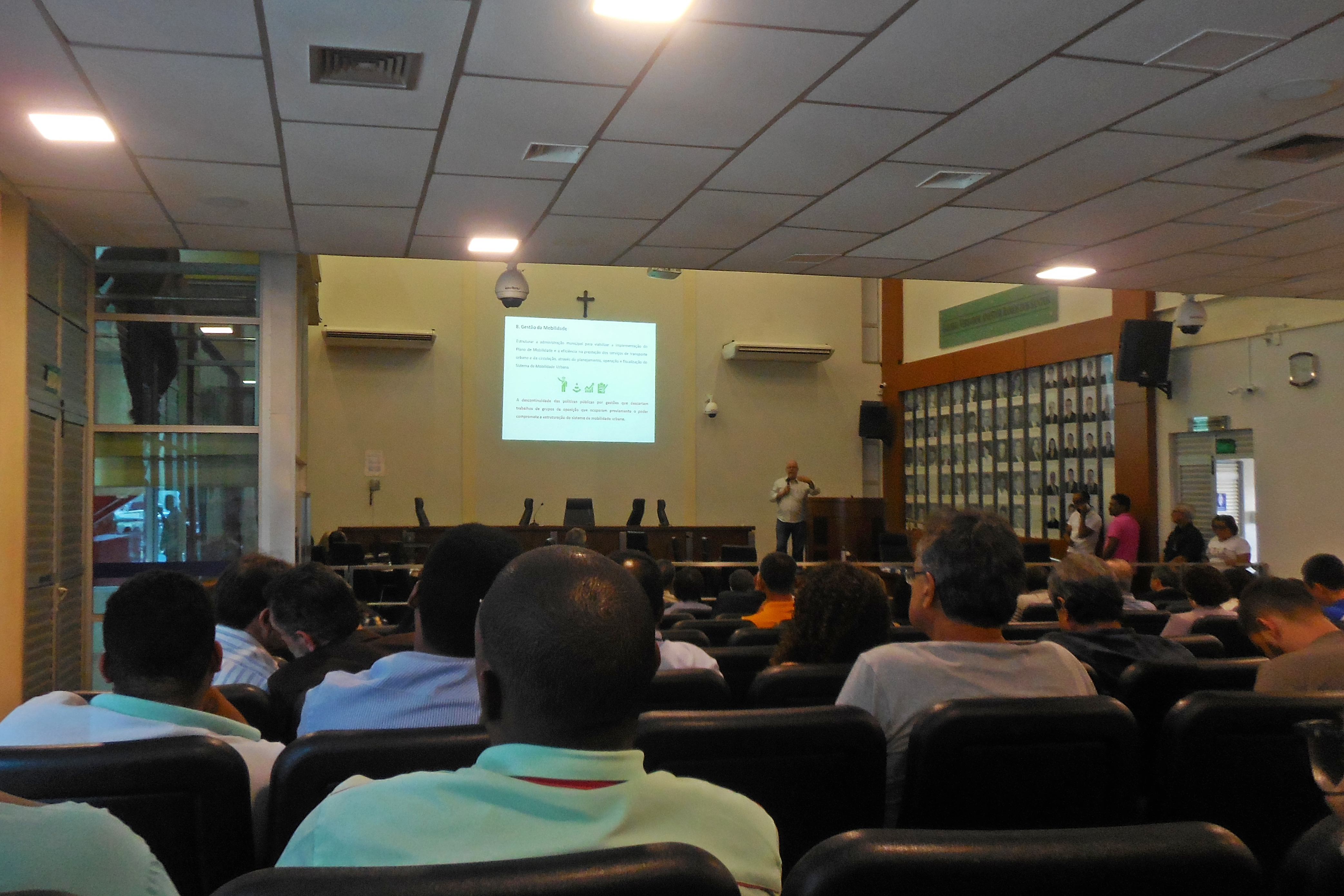
Vortrag über urbane Mobilität mit dem Direktor des Instituts Ruaviva, Ricardo Mendanha, der 2019 im Rathaus gehalten wurde.

Die Stadtverwaltung wird von der Exekutive und der Legislative wahrgenommen. Die Exekutive wird vom Bürgermeister (Prefeito) ausgeübt, der von seinen Sekretären unterstützt wird. Der erste Vertreter der Exekutive des Municipios war José Orozimbo da Silva, der nach der politischen Emanzipation von Gouverneur José de Magalhães Pinto zum Intendanten ernannt wurde, jedoch war Fernando Santos Coura der erste gewählte Bürgermeister, der sein Amt am 4. Dezember 1965 antrat. Der Bürgermeister, der die Kommunalwahlen 2024 gewann, war Gustavo Morais Nunes, der von der Liberalen Partei (PL) mit 44,65 % der gültigen Stimmen für seine zweite Amtszeit in Folge wiedergewählt wurde, zusammen mit José Pedro de Freitas (Pedrão da AAPI, Cidadania) als stellvertretender Bürgermeister.

Câmara Municipal

Die Legislative besteht ihrerseits aus dem Stadtrat (câmara), die sich aus neunzehn Stadträten (vereadores) zusammensetzt, die für eine Amtszeit von vier Jahren gewählt werden. Es ist Aufgabe der Kammer, grundlegende Gesetze für die Verwaltung und die Exekutive auszuarbeiten und zu verabschieden, insbesondere das Gesetz über den partizipativen Haushalt (Gesetz über Haushaltsrichtlinien – Lei de diretrizes orçamentárias). Ergänzend zum Gesetzgebungsprozess und zur Arbeit der Sekretariate gibt es auch aktive Stadträte, darunter für Kinder- und Jugendrechte (gegründet 1995), Vormundschaft (2008), Rechte älterer Menschen (2000), Rechte von Menschen mit Behinderungen (2007) und Frauenpolitik (2005). Der Bürgermeister verfügt jedoch über ein Vetorecht.
Ipatinga unterliegt seinem am 1. Mai 1990 verabschiedeten Organgesetz (Lei orgânica) und beherbergt einen Bezirk (Comarca) der staatlichen Justiz mit besonderer Zuständigkeit, der im Gerichtsgebäude Doutora Valéria Vieira Alves tätig ist und für die Municipios Ipaba und Santana do Paraíso zuständig ist. Im September 2024 hatte das Munizip laut dem Obersten Wahlgericht (Tribunal Superior Eleitoral – TSE) 180.396 Wähler.

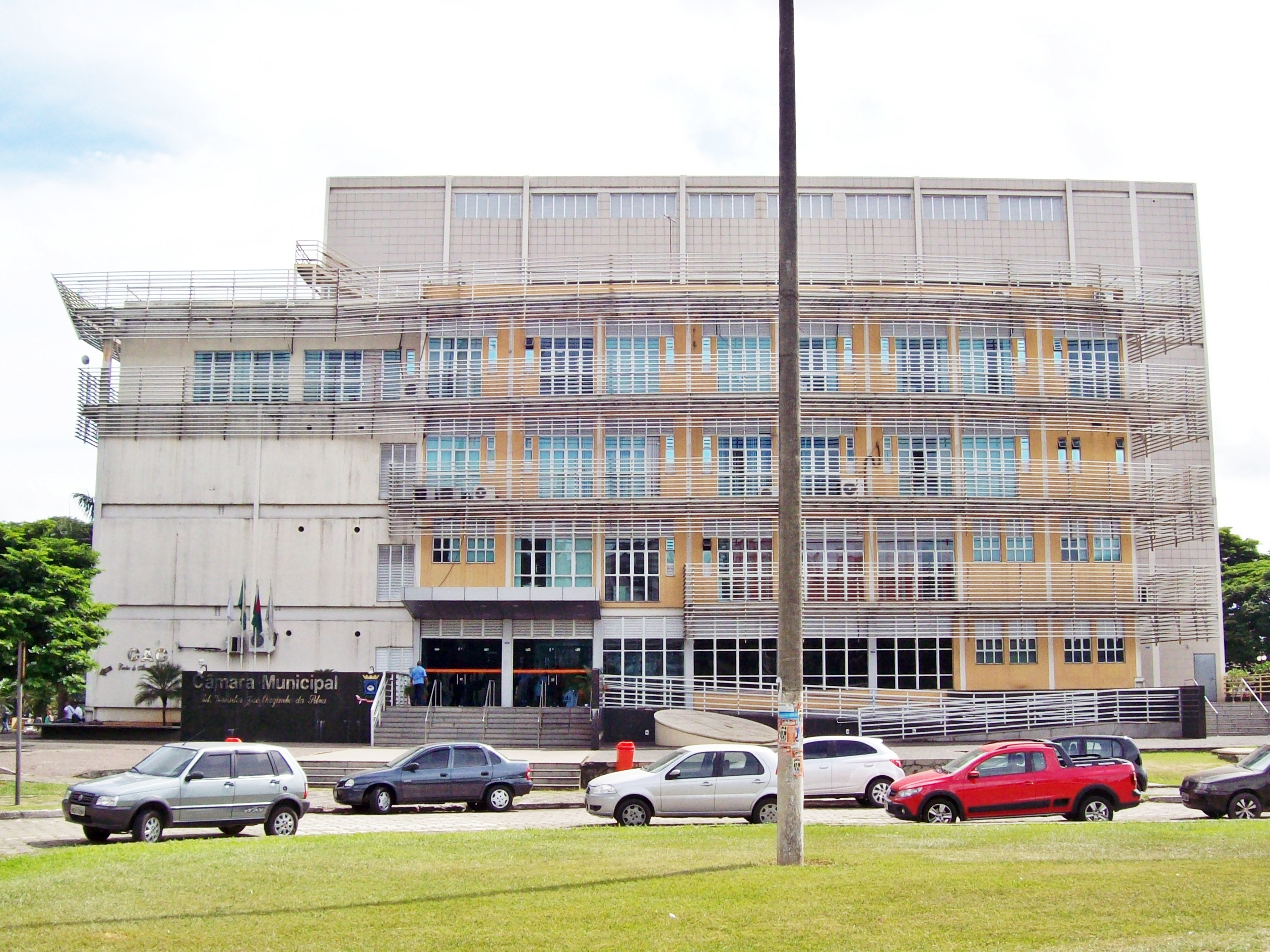
Gebäude Vereador José Orozimbo da Silva, Sitz der Legislative (Poder Legislativo).
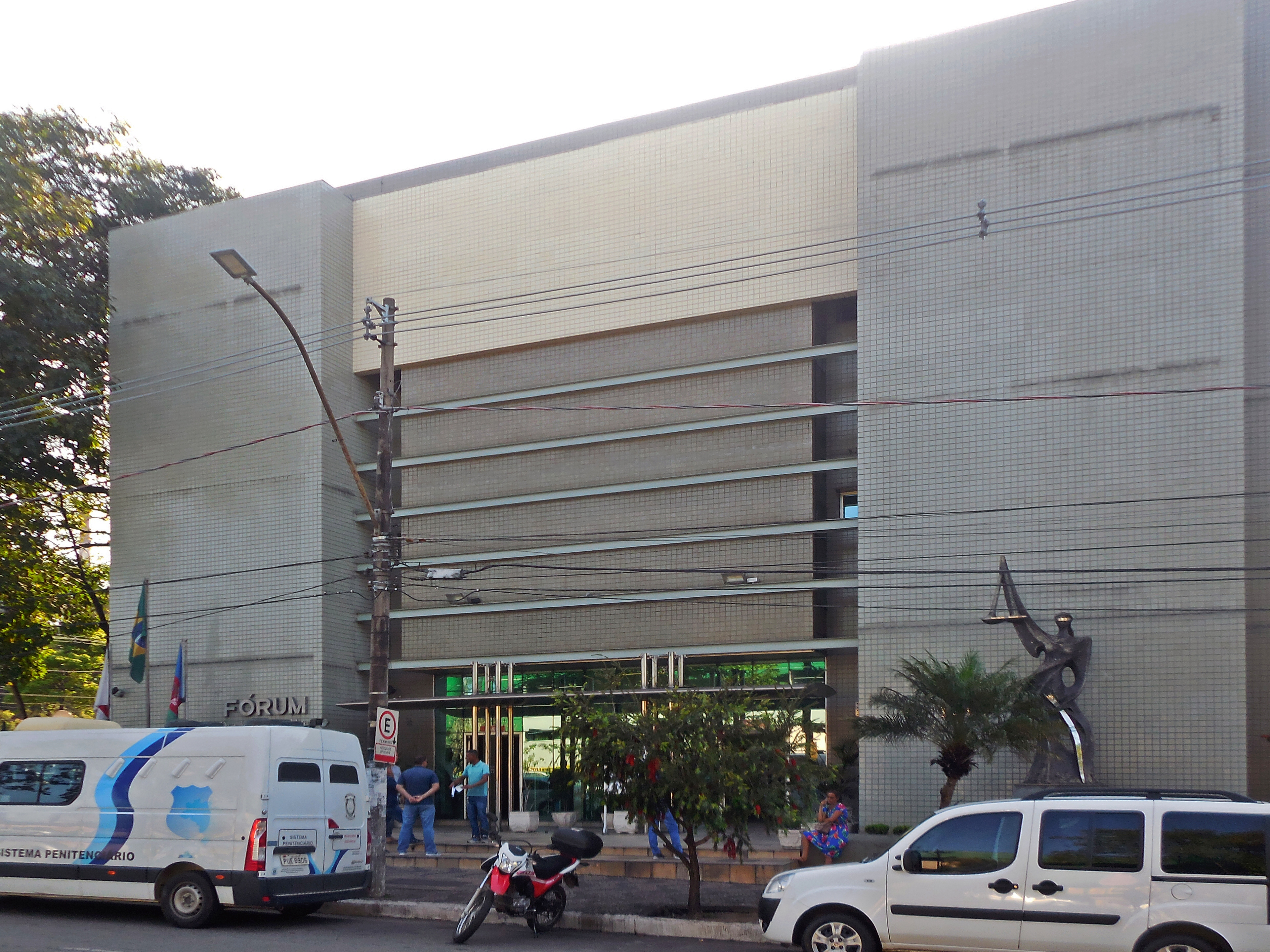
Forum Doutora Valéria Vieira Alves, Sitz des Distrikts Ipatinga der staatlichen Justizbehörde (Poder Judiciário estadual).
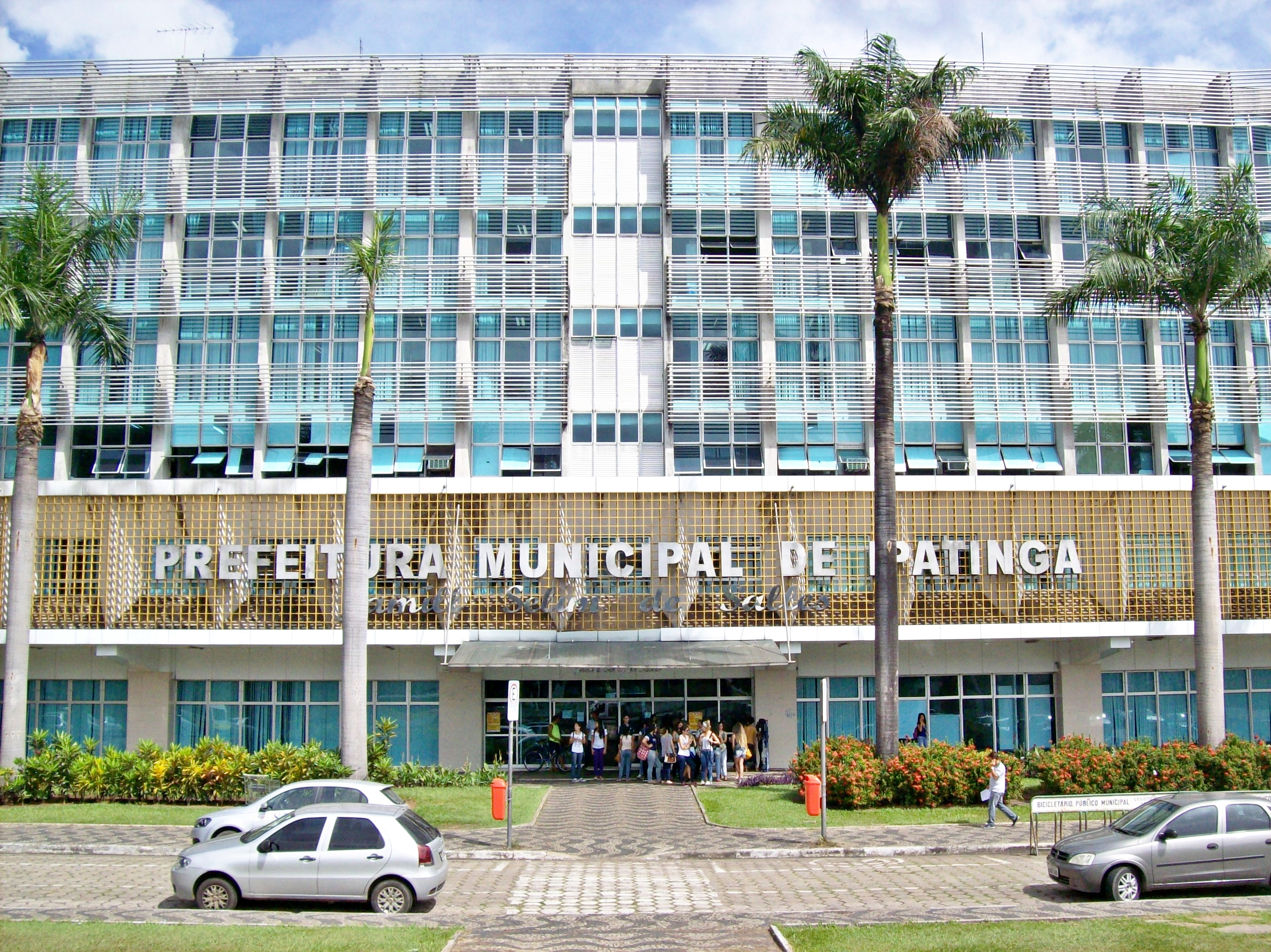
Sitz der Prefeitura von Ipatinga, der Exekutive der Stadtverwaltung (Poder Executivo municipal).

## Verkehr

### Straßenverkehr
| Entfernung zu wichtigen Städten | Entfernung zu wichtigen Städten |
| Stadt                           | Entfernung (Straßenkilometer)   |
| ------------------------------- | ------------------------------- |
| Belo Horizonte                  | 209                             |
| Rio de Janeiro                  | 540                             |
| São Paulo                       | 786                             |
| Brasília                        | 947                             |
| Vitória                         | 398                             |

Über die Straße wird in Ipatinga, wie im restlichen Brasilien auch, ein Großteil des Verkehrs abgewickelt. Die Stadt liegt an den Fernstraßen BR-458 und MG-425, sowie über eine gut ausgebaute Verbindungsstraße, auch zur Bundesstraße Rodovia Fernão Dias (BR-381). In Ipatinga sind mehr als 50.000 Pkws, 20.000 Motorräder und 2600 Lkws registriert. Obwohl die meisten Straßen der Stadt gut ausgebaut sind, kommt es in den letzten Jahren besonders im Zentrum häufig zu Staus.
Im Stadtzentrum von Ipatinga befindet sich der größte Busbahnhof (estação rodoviária) der Region. Von hier existieren Linienverbindungen in alle wichtigen Städte des Staates Minas Gerais, und auch weit über die Grenzen des Staates hinaus.
Der öffentliche Nahverkehr der Stadt wird durch das Unternehmen Autotrans abgewickelt, das die Viação Águia Branca abgelöst hat. Es betreibt 64 Buslinien, die zusammen eine Länge von 670 km haben, mit 117 Fahrzeugen bedient werden und monatlich fast 1,3 Millionen Fahrgäste befördern. Nahverkehrslinien werden auch in die Nachbargemeinden Coronel Fabriciano und Timóteo angeboten. Das Unternehmen Univale Transportes betreibt den Regionalverkehr im Vale do Aço.

### Schienenverkehr

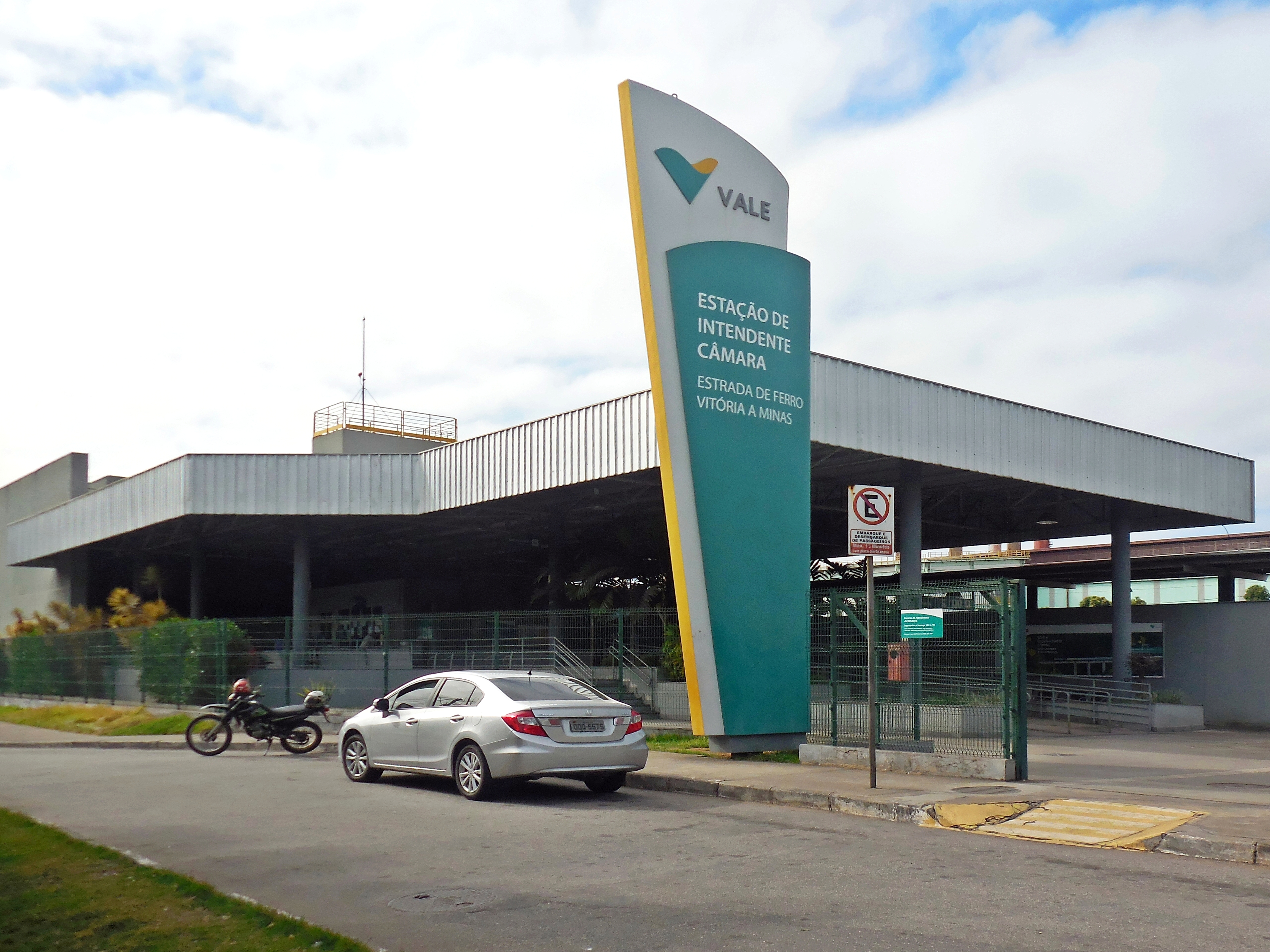
Estação Intendente Câmara

Ipatinga besitzt mit der Estação Intendente Câmara einen Bahnhof an der Eisenbahnlinie Estrada de Ferro Vitória a Minas. Er wurde am 18. Juni 1960 in Betrieb genommen und wurde kürzlich, als Reaktion auf das Wachstum der Bevölkerung und des Passagieraufkommens, renoviert und erweitert. Er gehört jetzt zu den größten Bahnhöfen der EFVM.  Die Eisenbahnlinie ist für die Wirtschaftsentwicklung Ipatingas von größter Wichtigkeit, denn über sie wird ein Großteil der Anlieferung von Rohmaterial für Usiminas abgewickelt, ebenso wird ein großer Teil des produzierten Stahles über die Eisenbahn verfrachtet. Ein Erweiterungsprojekt von Usiminas hat die Notwendigkeit der Erweiterung der Infrastruktur des Bahnhofes und den Bau eines dritten Gleises mit sich gebracht.
Die Eisenbahn ist für die Bewohner der Stadt die günstigste Möglichkeit, in zahlreiche Städte der Staaten Minas Gerais und Espírito Santo, wie Belo Horizonte, João Monlevade, Governador Valadares, Resplendor, Baixo Guandu, Colatina oder Vitória zu reisen.
Die Estrada e Ferro Caminho das Águas ist eine Eisenbahnstrecke, die heute ausschließlich touristischen Zwecken dient. Sie führt über 2,6 km entlang des Flüsschens Ribeirão Ipanema zwischen dem Parque Ipanema und der Station Pouso de Água Limpa. Die Züge, die diese Eisenbahnstrecke befahren, bestehen aus einer Dampflok, die 1937 in der Arnold Jung Lokomotivfabrik hergestellt wurde, und zwei Wagen mit je 68 Sitzplätzen.

### Luftverkehr
Der Flughafen Ipatinga gehört zu den größten des Bundesstaates Minas Gerais. Er befindet sich in der Gemeinde Santana do Paraíso, etwa 6 km vom Stadtzentrum entfernt. Er dient allen Orten in der Region Vale do Aço und bietet tägliche Flüge nach Belo Horizonte und andere Destinationen. Ein weiterer Flughafen ist der Governador Valadares Flughafen, in der Stadt Governador Valadares, etwa 100 km von Ipatinga entfernt.
Es gibt Überlegungen vonseiten des Unternehmens Usiminas, den Flughafen abzureißen, um Platz für einen weiteren Ausbau seiner Industrieanlagen zu schaffen. Ursprünglich war geplant, einen neuen Flughafen in der Gemeinde Bom Jesus do Galho, Distrikt Revés de Belém, zu errichten. Aus Gründen des Umweltschutzes war dann Belo Oriente als neuer Standort vorgesehen. Aufgrund der Finanzkrise 2008/2009 wurde das Projekt jedoch vorerst auf Eis gelegt.

## Kultur und Freizeit

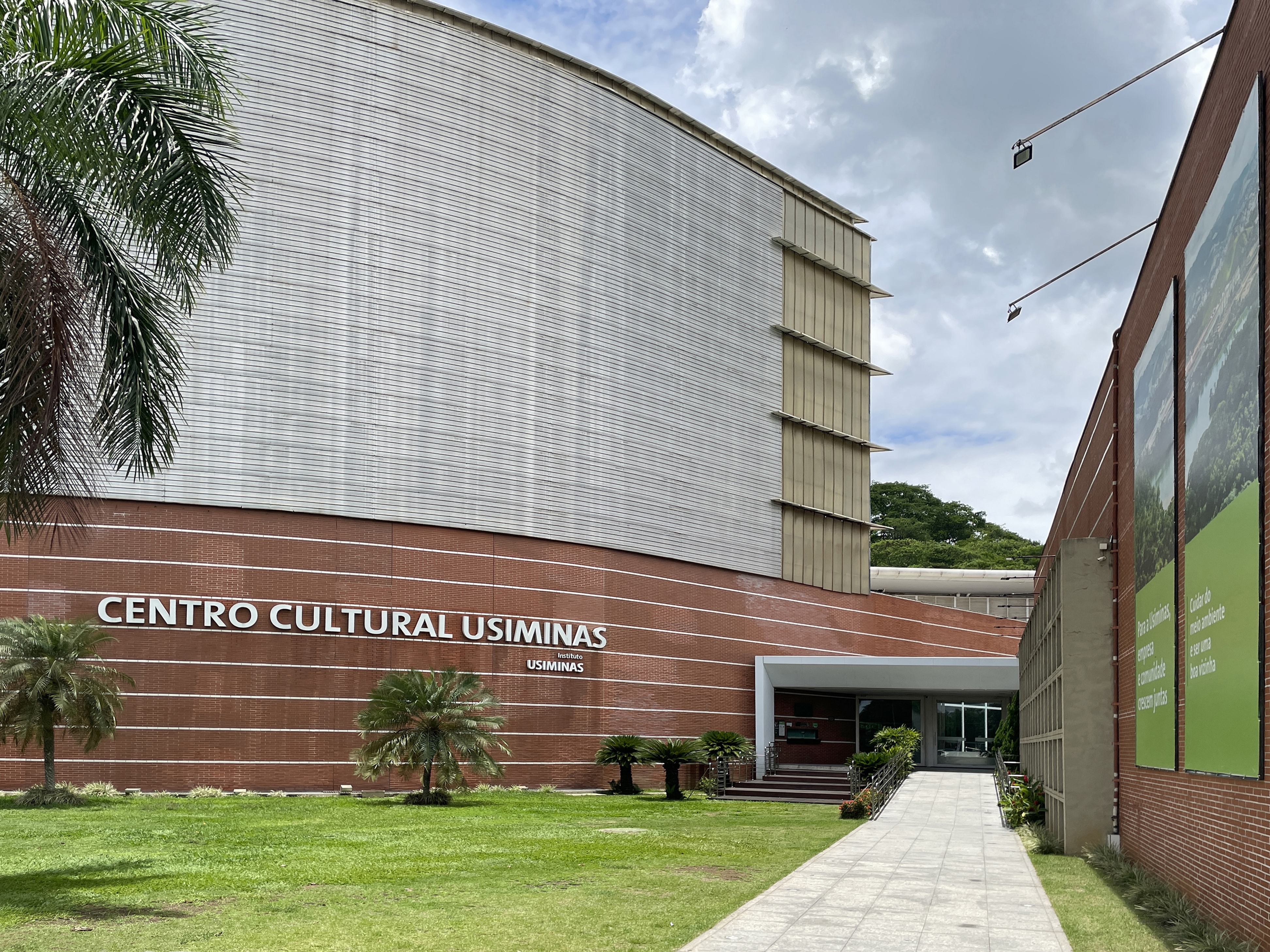
Das Centro Cultural Usiminas bei Nacht

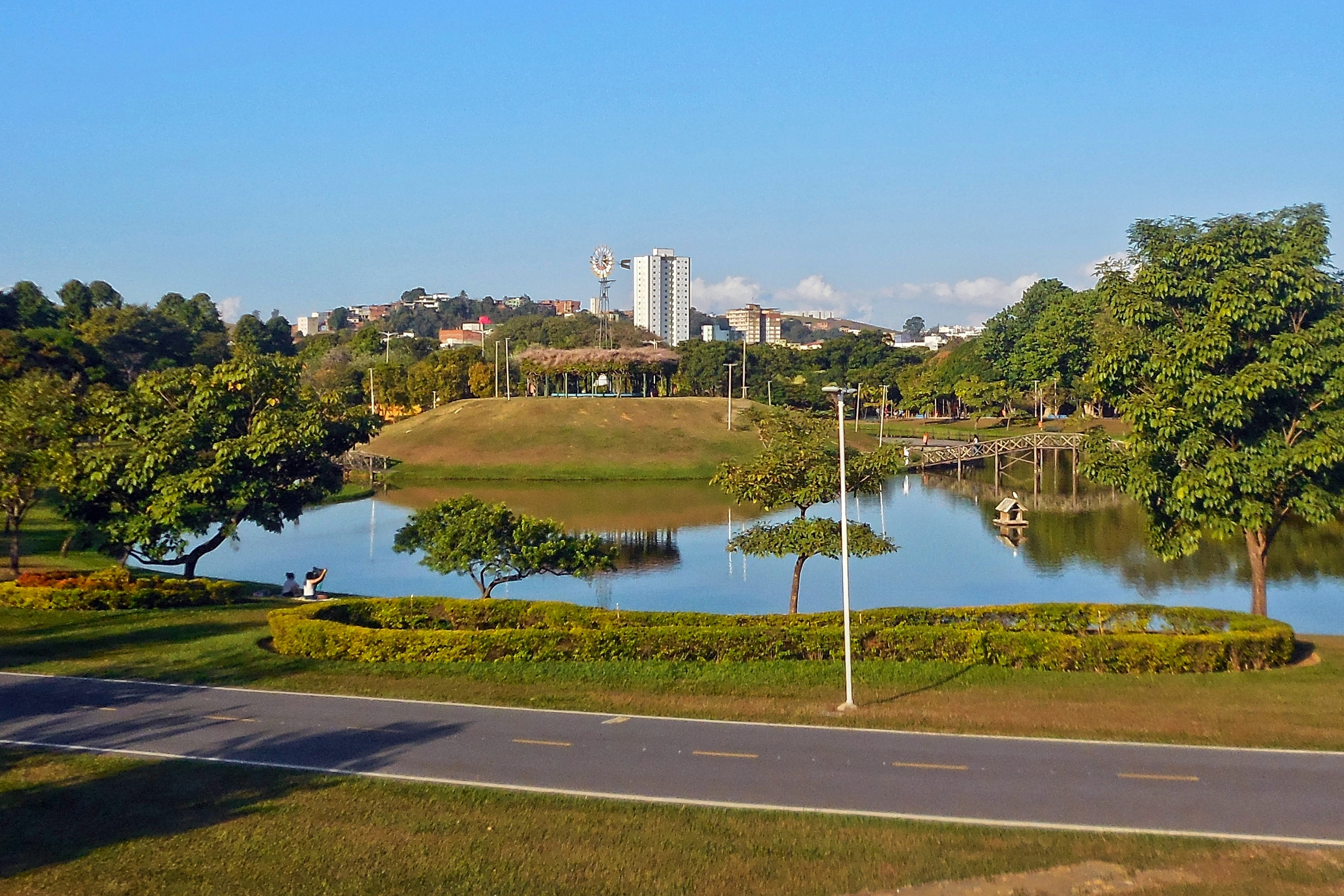
Im Parque Ipanema

Ipatinga gehört nicht zu den Städten mit langjähriger Kulturtradition. Die Stadt gehört jedoch dank des Centro Cultural Usiminas zu den bedeutendsten Kulturzentren des Bundesstaates Minas Gerais. Im Jahre 2009 wurden im Rahmen der Umsetzung des Kulturförderungsgesetzes des Bundesstaates 81 Projekte im Vale do Aço gefördert, davon 68 allein in Ipatinga. Das Centro Cultural Usiminas verfügt über eine moderne Ausstattung, wovon das Theater mit 720 Sitzplätzen, hochklassiger Ton- und Beleuchtungstechnik, Bühne und Orchestergraben das Herzstück ist. Es werden regelmäßige Theater- und Musikvorführungen geboten, die wichtigste ist das jährlich stattfindende Ipatinga Live Jazz, das seit 1998 existiert, von der Regierung des Staates Minas Gerais, dem Unternehmen Usiminas und weiteren Unternehmen der Region unterstützt wird und Größen der Jazzszene wie Art Tatum, Chick Corea oder Miles Davis präsentieren konnte.
Der Parque Ipanema gehört zu den größten begrünten Flächen im urbanen Raum Brasiliens. Er umfasst mehr als eine Million Quadratmeter, auf denen etwa 12.000 Bäume gepflanzt wurden, befindet sich in der Stadtmitte Ipatingas und steht allen offen. Dieses Erholungsgebiet zählt zu den letzten Arbeiten des Landschaftskünstlers Roberto Burle Marx und besteht aus Grünanlagen mit Gehwegen, einem See und Inseln, Spielanlagen, einem Amphitheater und Mehrzweckfeldern. Kürzlich wurde in einem der Teiche eine Bühne für Shows und Veranstaltungen errichtet, die 383 m² misst. Zu den Einrichtungen, die im Parque Ipanema angesiedelt sind, gehören zwei Sport- und Kulturhallen (Centro Esportivo e Cultural 7 de Outubro und Ginásio Poliesportivo Eli Amâncio), ein Wissenschaftspark, eine Wetterstation und eine ökologische Bibliothek (Ecoteca). Ein weiterer Park wurde auf der früheren Mülldeponie an der Grenze zur Gemeinde Caratinga eingerichtet. Er beherbergt nun ein Zentrum für Umweltbildung und empfängt monatlich etwa 1500 Besucher.
In der Estação Memória, dem Bahnhof, der 1930 erbaut und 1951 stillgelegt wurde, befindet sich seit 1992 eine Art Gemeindemuseum, wo Schriftstücke über das politische, künstlerische und kulturelle Leben Ipatingas und des Vale do Aço aufbewahrt werden. Weiterhin ist es ein Ort, an dem die darstellenden Künste, speziell die Plastik, gefördert werden. Die Einrichtung ist täglich geöffnet.
Der Parque das Cachoeiras befindet sich in einem Naturschutzgebiet zwischen dem Ribeirão Ipanema und dem Ribeirão Tribuna, etwa 10 km entfernt vom Stadtzentrum Ipatingas. Er umfasst 5 Millionen m², bietet natürliche und künstliche Schwimmbecken, Wasserfälle, Sportanlagen, Gastronomie und Übernachtungsmöglichkeiten und wendet sich an Touristen aus der Region wie auch aus dem Ausland.

## Gesundheitswesen

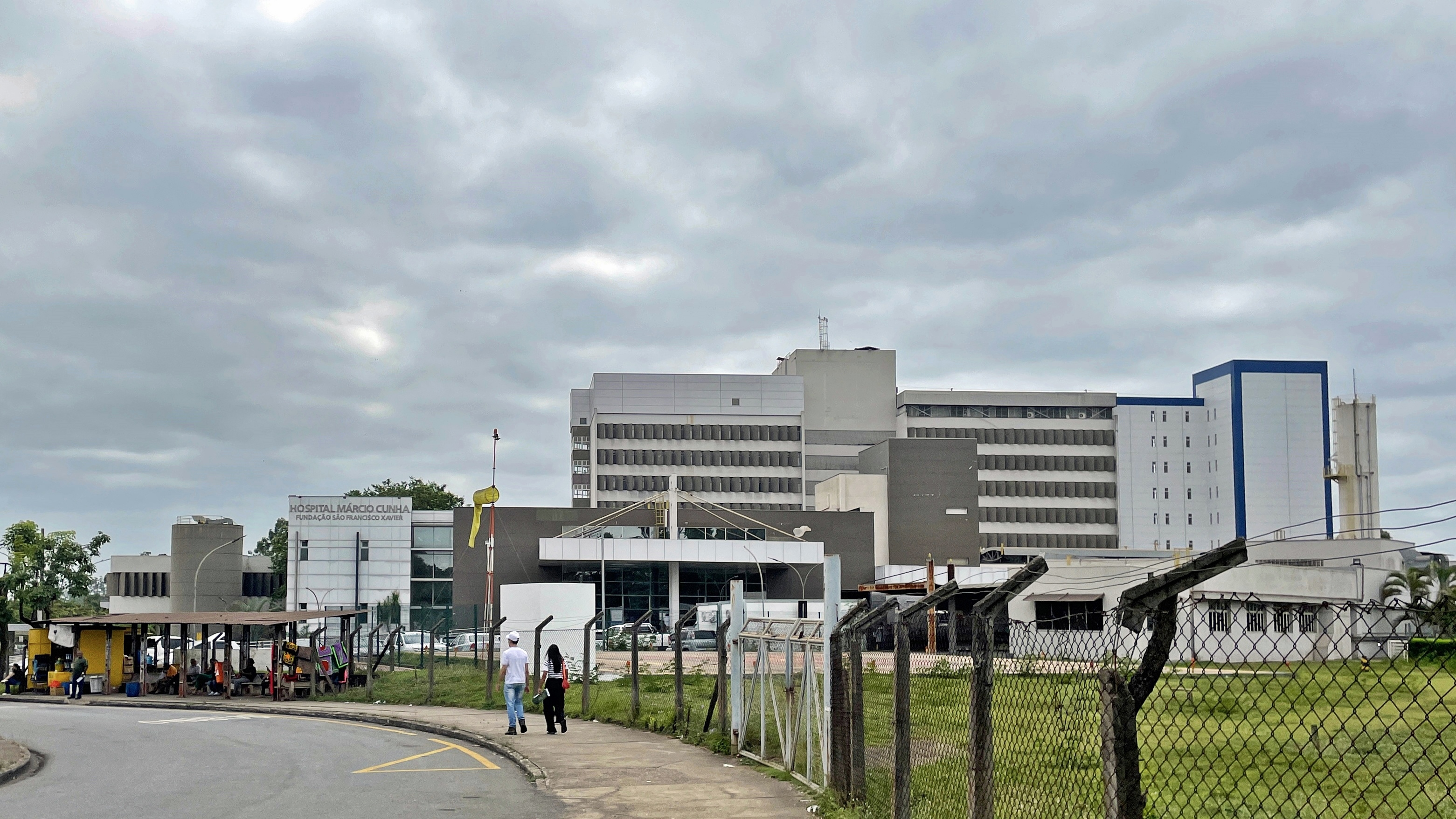
Einheit 1 des Hospital Márcio Cunha im Stadtteil Águas

Das Gesundheitsnetzwerk von Ipatinga umfasst laut Angaben aus dem Jahr 2018 22 Basisgesundheitseinrichtungen, drei Gesundheitsstationen, zwei Allgemeinkrankenhäuser und zwei psychosoziale Versorgungszentren (CAPS). Im Jahr 2010 kamen auf 1000 Einwohner 0,52 Krankenpfleger, 1,07 Zahnärzte und 1,5 Ärzte, während der nationale Durchschnitt bei 0,69, 0,54 bzw. 1,5 lag. Das städtische Krankenhaus von Ipatinga ist das wichtigste Krankenhaus des öffentlichen Gesundheitswesens, das Notfälle versorgt und Betten für stationäre Patienten bereitstellt.
Das Krankenhaus Márcio Cunha (Hospital Márcio Cunha), das von der Stiftung São Francisco Xavier (FSFX), einer Einrichtung von Usiminas, verwaltet wird, ist eine Referenz für hochkomplexe Dienstleistungen wie Onkologie und Hämodialyse und bietet auch Leistungen im Rahmen des Einheitlichen Gesundheitssystems (Sistema Único de Saúde – SUS) an. Darüber hinaus ist es das einzige Transplantationszentrum im Osten und Nordosten von Minas Gerais und versorgt mehrere Städte in diesen Regionen. Seit dem ersten Halbjahr 2017 befindet sich auf dem Gelände des Krankenhauses Márcio Cunha auch das erste und einzige Kinderkrebszentrum im Osten des Bundesstaates (Kinderkrebsklinik), das seit seiner Einrichtung zu einer Referenz für die Makroregion mit 86 Gemeinden geworden ist, auch für Patienten des SUS, und ihnen die Fahrt nach Belo Horizonte erspart.
Ipatinga hat vier Friedhöfe, von denen der wichtigste der Parque Nossa Senhora da Paz im Stadtteil Veneza II ist. Die anderen befinden sich in den Stadtteilen Barra Alegre, Bom Jardim und Ipaneminha. Im Jahr 2022 wurden 1.535 Todesfälle aufgrund von Morbidität registriert, wobei Erkrankungen des Kreislaufsystems die häufigste Todesursache darstellten (26,78 %), gefolgt von Tumoren (20 %). Gleichzeitig wurden 2.764 Lebendgeburten registriert, wobei die Kindersterblichkeitsrate im selben Jahr bei 7,96 Todesfällen von Kindern unter einem Jahr pro tausend Lebendgeburten lag. Es ist anzumerken, dass 1,24 % der Mädchen im Alter von 10 bis 17 Jahren im Jahr 2010 Kinder zur Welt brachten.

## Sport

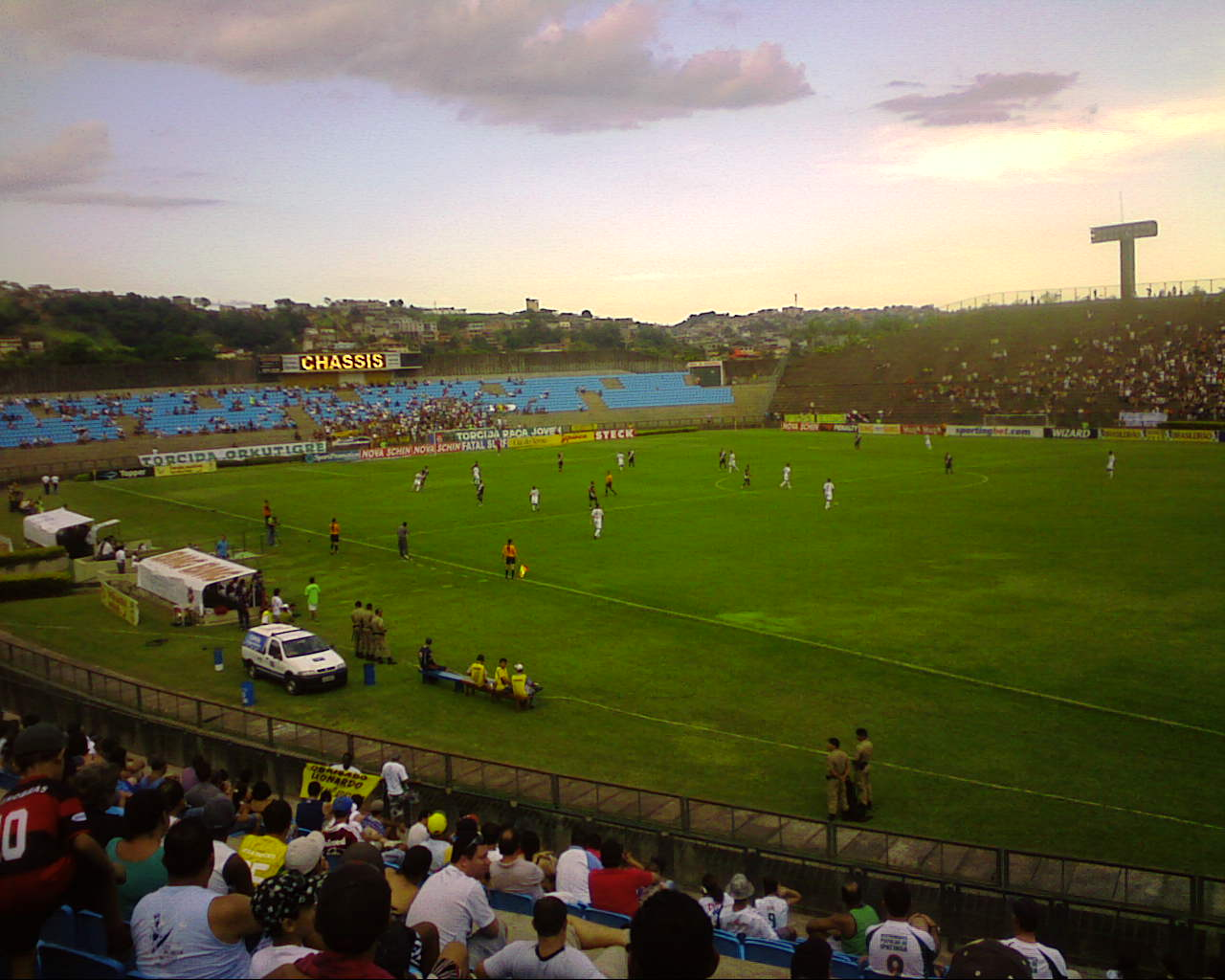
Spiel zwischen Ipatinga FC und Vasco, 28. November 2009 im Ipatingão

Bedeutendster Fußballklub der Stadt ist der Ipatinga FC, der 1998 gegründet wurde. Er gewann im Jahr 2005 die Meisterschaft des Bundesstaates Minas Gerais, den Campeonato Mineiro de Futebol, wo er den Cruzeiro Esporte Clube besiegte. Im Jahr 2006 erreichte er das Semifinale der Copa do Brasil. Im Jahr 2007 wurde er Vizemeister der Série B und stieg in die Série A der brasilianischen Meisterschaft auf. Im Jahr darauf bereits stieg er jedoch wieder ab. Im Jahr 2010 erreichte er den zweiten Platz im Campeonato Mineiro de Futebol.
Neben dem Ipatinga FC gibt es einige weitere kleine Fußballklubs, nämlich Associação Atlética Aciaria, Ideal Futebol Clube und Liga de Desportos de Ipatinga. Die Stadt verfügt über drei Stadien, nämlich das USIPA-Stadion Ferreirão, das Estádio João Teotônio Ferreira und das allgemein als Ipatingão bezeichnete Estádio Municipal Epaminondas Mendes Brito. Es wurde am 23. November 1982 eröffnet und bietet 20.500 Zuschauern Platz. Am 7. April 1996, beim Spiel zwischen Cruzeiro und Atlético Mineiro, wurde jedoch ein Rekord von 25.000 Zuschauern gezählt. Kerlon gehört zu den Fußballern aus Ipatinga, die im Ausland erfolgreich sind.
Ipatinga hat auch eine bedeutende Schwimmerin hervorgebracht: Flávia Delaroli, die beim Verband USIPA trainiert, erreichte bei den Panamerikanischen Spielen 2007 eine Silber- und eine Bronzemedaille. Bei den Olympischen Sommerspielen 2008 erreichte sie in 50 m Freistil den 22. Platz.
Seit 1985 werden in Minas Gerais die JIMI (Jogos do Interior de Minas Gerais) ausgetragen. Sie haben das Ziel, den Sport im Interior des Bundesstaates zu entwickeln. Ipatinga wurde bei diesen Wettbewerben zwischen 1997 und 2001 Meister.
Der Kartódromo Emerson Fittipaldi gehört zu den wichtigsten Kartbahnen Brasiliens, und das Ipatinga Open ist eine der wichtigsten Kartsport-Veranstaltungen des Landes. Der Kartódromo war Austragungsstätte von fünf Bundes- und 19 Landesmeisterschaften (Stand 2014). Der Rennfahrer Alberto Valerio stammt aus Ipatinga.

## Söhne und Töchter der Gemeinde
- Pedro Augusto (* 1993), Fußballspieler
- Bruno Tabata (* 1997), Fußballspieler